# Laure Gouraige
Laure Gouraige, née en 1988 à Paris, est une écrivaine française.

## Biographie
Laure Gouraige naît en 1988 à Paris d'un père haïtien et d'une mère française,. Elle est diplômée de philosophie, soutenant un mémoire sur Guillaume d'Ockham, philosophe, logicien et théologien du Moyen Âge,.
Par ailleurs, elle publie des articles sur le magazine du théâtre et du livre, La Galerie du spectacle.
Elle publie son premier roman, La Fille du père, en 2020, en partie autobiographique sur la relation avec un père tyrannique,.
Son deuxième roman Les idées noires, se situe toujours dans l'interrogation identitaire et pose la question de la construction sociale de la race,.

## Œuvres
- La Fille du père, Paris, P.O.L., 2020, 138 p.  (ISBN 978-2-8180-4947-1)[7],[8],[9].
- Les Idées noires, Paris, P.O.L., 2022, 160 p.  (ISBN 978-2-8180-5439-0)[1],[10].
- Le livre que je n’ai pas écrit, Paris, P.O.L., 2024, 416 p.  (ISBN 978-2-8180-6133-6)[11],[12].

## Exploration Thématique dans "Les Idées Noires"
Dans son deuxième roman, "Les Idées Noires", Laure Gouraige aborde avec une approche unique et introspective la complexité de l'identité raciale. L'héroïne du roman, une traductrice de l'allemand vivant à Paris, est confrontée à une prise de conscience soudaine de son identité raciale après avoir reçu un message anonyme. Ce message, l'invitant à témoigner sur le racisme anti-Noirs, déclenche chez elle une quête d'identité personnelle et sociale.
Le roman se démarque par sa narration qui utilise le vouvoiement, rappelant l'œuvre de Michel Butor, "La Modification". Cette technique narrative invite le lecteur à s'immerger dans l'expérience de la protagoniste, oscillant entre l'intériorité et l'extériorité, et à réfléchir sur les impacts du débat sur l'identité dans la société et sur les individus.
Gouraige, avec un humour corrosif et une prose incisive, explore les nuances de l'identité raciale et les perceptions changeantes de la protagoniste selon les personnes qu'elle rencontre. Le roman illustre la fluidité et la complexité de l'identité raciale, mettant en lumière les défis et les contradictions auxquels sont confrontés les individus dans leur quête d'appartenance et de compréhension de soi.
Cette exploration thématique dans "Les Idées Noires" offre un aperçu profond de la réflexion de Gouraige sur l'identité, un sujet central dans son œuvre littéraire.

## Prix
- Finaliste du prix Médicis, pour son roman La Fille du père[14].
- Finaliste du prix RTL, pour son roman Les Idées noires[15].